# Orchideenwiese Küßnach
Das Naturschutzgebiet Orchideenwiese Küßnach befand sich auf dem Gebiet der Gemeinde Küssaberg im Landkreis Waldshut. Es ging am 1. Februar 2024 im neu verordneten Naturschutzgebiet Küssenberg auf.

## Kenndaten
Das Naturschutzgebiet wurde mit Verordnung des Regierungspräsidiums Südbaden vom 31. Januar 1962 ausgewiesen und hat eine Größe von 0,9148 Hektar. Es wurde unter der Schutzgebietsnummer 3.061 geführt. Der CDDA-Code für das Naturschutzgebiet lautete 82290 und entsprach der WDPA-ID.

## Lage und Beschreibung
Das Naturschutzgebiet Orchideenwiese Küßnach befand sich auf dem Gebiet der Gemeinde Küssaberg auf der Gemarkung Küßnach mit einer Gesamtgröße von rund 1 ha.
Das Naturschutzgebiet umfasste ein kleines Gebiet aus Halbtrockenrasen, die im Süden von einem Kiefernwäldchen begrenzt und von einigen Kiefern und Buschgruppen durchsetzt sind. Es findet sich eine Vielzahl an Orchideenarten.

## Schutzzweck
In der Verordnung von 1962 wurde kein wesentlicher Schutzzweck verankert.
Der Schutzzweck des Naturschutzgebiets wurde später in § 23 BNatSchG Abs. 1 Nrn. 1–3 definiert, wobei die Gründe für die Ausweisung eines Naturschutzgebiets nicht nur auf ökologische oder ästhetische Gesichtspunkte beschränkt sind, sondern sich auch auf wissenschaftliche, naturgeschichtliche und landeskundliche Aspekte erstrecken.

## Arteninventar
- Höhere Pflanzen/Farne[3]

Epipactis helleborine (Breitblättrige Stendelwurz), Epipactis helleborine agg. (Artengruppe Breitblättrige Stendelwurz), Goodyera repens (Kriechstendel), Listera ovata (Großes Zweiblatt), Neottia nidus-avis (Vogel-Nestwurz), Ophrys insectifera (Fliegen-Ragwurz), Ophrys sphegodes agg. (Artengruppe Spinnenragwurz), Orchis mascula (Stattliches Knabenkraut), Orchis militaris (Helm-Knabenkraut), Orchis morio (Kleines Knabenkraut), Orchis purpurea (Purpur-Knabenkraut), Orchis ustulata (Brand-Knabenkraut), Platanthera bifolia (Weiße Waldhyazinthe)